# بهار موحد بشیری
بهار موحد بشیری (زادهٔتهران) ارتودنتیست٬ کاریکاتوریست و خوانندهٔ موسیقی اصیل ایرانی است.

## زندگی هنری
بهار موحد یادگیری موسیقی را از کودکی با آموختن پیانو آغاز کرد و در نوجوانی به نواختن ساز تنبور علاقمند شد و توانست از آموزش سید امرالله شاه ابراهیمی بهره‌مند شود. او در این منظر علاقه بسیاری به آوازها و مقام‌های کردی و سپس آواز ایرانی پیدا کرد. کمی بعد او با نواختن ساز تار نزد کیوان ساکت و محمدرضا ابراهیمی آشنا شد و در نهایت فراگیری آواز را نزد پریسا واعظی در سال ۱۳۷۷ آغاز کرد. 
او در این زمان به تحصیل در رشته دندانپزشکی مشغول بود ولی آواز را با علاقه بسیار و پیگیرانه ادامه می‌داد. او پس از یادگیری ردیف «محمود کریمی» نزد پریسا به فراگیری سلفژ نزد کامران امید پرداخت و پس از آن در جلساتی از راهنمایی‌های شهرام ناظری بهره‌مند شد. کمی بعد همزمان با فارغ‌التحصیلی و گذراندن دوره طرح پزشکی، او شیوهٔ آوازی «طاهرزاده» و سپس تلفیق شعر و آواز را نزد حمیدرضا نوربخش فراگرفت. او در سال ۱۳۸۵ در کارگاه آواز محمدرضا شجریان شرکت کرد و پس از برگزاری چند آزمون به افتخار شاگردی شجریان دست یافت و به یادگیری شیوه آوازی وی روی آورد. او از سال ۱۳۸۶ به تدریس آواز در هنرستان موسیقی دختران و برخی آموزشگاه‌های موسیقی در تهران پرداخت و همزمان همکاری خود را با برخی موسیقی‌دان‌ها و نوازنده‌های ایرانی آغاز کرد.
وی در سال ۱۳۸۹ برای ادامه تحصیل در رشتهٔ دندانپزشکی به ایالات متحده آمریکا مهاجرت کرد. او در سال ۱۳۹۱ اولین آلبومِ تک خوانی خود را با نام «نورِ باده» به آهنگسازی و نوازندگی تنبور «علی اکبر مرادی» در نیویورک به انتشار رساند. این آلبوم از سوی رسانه‌های آمریکایی مورد توجه بسیار قرار گرفت و از آن به عنوان «یکی از حیرت انگیزترین موسیقی‌های سال» نام برده شد. او تاکنون در کنسرت‌های مختلفی در شهرهای ایالات متحده آمریکا اجرا داشته‌است.
بهار موحد ادامه تحصیل در رشته دندانپزشکی را در دانشگاه کالیفرنیا سان فرانسیسکو به اتمام رساند و پس از آن توانست مدرک تخصصی خود در رشته ارتودنسی و نیز کینِزیولوژی از دانشگاه دندانپزشکی آریزونا به دست آورد. کمی بعد نیز دارای مدرک بورد تخصصی ارتودنسی آمریکا شد. بهار هم‌اکنون در کالیفرنیای جنوبی به عنوان ارتودنتیست مشغول به کار است. مجموعه فعالیت‌ها و سوابق علمی و هنری بهار موحد در طول سال‌های گذشته باعث شد که او از جانب رسانه‌ها «بانوی رُنسانس» نام بگیرد.

## آثار هنری
- موسیقی فیلم «پابرهنه در بهشت»، به آهنگسازی علی صمدپور در ۱۳۸۵.
- قطعه «موسی و شبان» برای وکال و ارکستر سمفونیک، به آهنگسازی بهزاد عبدی، اجرا به همراه ارکستر ناسیونال اوکراین به رهبری ولادیمیر سیرنکو، مرداد ۱۳۸۶.
- موسیقی فیلم «در میان ابرها»، به آهنگسازی علی صمدپور در ۱۳۸۶.
- آلبوم موسیقی «این گوشه تا اون گوشه»، (مجموعه تصنیف‌های ایرانی برای کودکان) به آهنگسازی خانم لیلا حکیم الهی، سرپرست اجرا: پیام جهانمانی، ۱۳۸۷.[۱]
- «اپرای عاشورا»، به کارگردانی بهروز غریب پور، به آهنگسازی بهزاد عبدی، به همراهی ارکستر ناسیونال اوکراین و به رهبری ولادیمیر سیرنکو، بهمن ۱۳۸۷[۲]
- موسیقی فیلم «ماندو» به کارگردانی ابراهیم سعیدی، به آهنگسازی علی صمدپور، ۱۳۸۸
- آلبوم موسیقی «سرخانه» به آهنگسازی پیام جهانمانی، احسان ذبیحی فر، سعید نایب محمدی و سعید کرد مافی، ۱۳۸۹
- آلبوم موسیقی؛ نورِ باده به آهنگسازی، نوازندگی استاد علی اکبر مرادی، ۱۳۹۱

### اجرا
- کنسرت «گریز»، دفاعیهٔ فوق لیسانس حسین مهرانی (مرکب خوانی در آواز ابوعطا)، استاد راهنما: حسین علیزاده، مهر ۱۳۸۶، فرهنگسرای هنر.[نیازمند منبع]
- کنسرت «نوروز»، موزهٔ هنرهای زیبای بوستون (آمریکا)، ۱۳۹۱[نیازمند منبع]
- کنسرت انستیتوی موسیقی جهانی، برادوِی نیویورک، ۱۳۹۲[نیازمند منبع]
- کنسرت «هنر ترانه از دیرباز تا امروز»، دانشگاه برکلی، ۱۳۹۲[نیازمند منبع]
- کنسرت «ایران در طول صده‌ها» تاون هال سیاتل، ۱۳۹۴[نیازمند منبع]
- کنسرت «شب‌های نیشابور» تاون هال سیاتل، ۱۳۹۶[نیازمند منبع]

## کاریکاتور
وی در ۱۳۷۳ به کاریکاتور روی آورد. در ۱۳۷۷ همکاری خود را با نشریات «طنز و کاریکاتور»، «گزارش فیلم»، «روزنامه زن»، «نقش آفرینان» و… آغاز نمود.

### روش کار
روش کار موحد بشیری به‌وسیله نقطه‌گذاری است. به طوری که نقطه‌های کوچک و بزرگ در کنار هم کلیت اثر را می‌سازند. او تنها در حیطه کاریکاتور چهره کار می‌کند.

### نمایشگاه‌ها
- شرکت در نمایشگاه بین‌المللی دوسالانه کاریکاتور تولنتینوی ایتالیا، ۱۹۹۹ و ۲۰۰۱ و ۲۰۰۳
- شرکت در نمایشگاه بین‌المللی دوسالانه کاریکاتور تهران، ۱۳۷۸ و ۱۳۸۰ و ۱۳۸۲ و ۱۳۸۴ و ۱۳۸۶
- برگزاری اولین نمایشگاه انفرادی از آثار کاریکاتور چهره در خانهٔ کاریکاتور ایران در ۱۳۷۹
- داوری اولین جشنوارهٔ سالانهٔ کاریکاتور شمال غرب کشور در اردبیل، ۱۳۸۱
- شرکت در نمایشگاه گروهی کاریکاتور در فنلاند، سال ۱۳۸۳
- شرکت در اولین فستیوال بین‌المللی انیمیشن و کاریکاتور IACC چین در ۲۰۰۴
- شرکت در پنجمین فستیوال بین‌المللی کاریکاتور Free Cartoons Web) FCW) چین در ۲۰۰۵
- شرکت در پنجمین دوسالانهٔ بین‌المللی کاریکاتور لبخند طلایی بلگراد در ۲۰۰۶
- شرکت در چهارمین و پنجمین فستیوال بین‌المللی برزیل کارتون در ۲۰۰۷ و ۲۰۰۸

### جایزه‌ها
- لوح تقدیر و مدال ویژهٔ بیست و دومین نمایشگاه بین‌المللی دوسالانه کاریکاتور تولنتینوی ایتالیا در ۲۰۰۳[۳]
- جایزه ویژه اولین فستیوال بین‌المللی انیمیشن و کاریکاتور IACC چین در سال ۲۰۰۴[نیازمند منبع]
- جایزهٔ طلا، پنجمین فستیوال بین‌المللی کاریکاتور Free Cartoons Web) FCW) چین در سال ۲۰۰۵[نیازمند منبع]

## آثار چاپ شده در زمینه دندانپزشکی
- تألیف CDR بی‌حسی موضعی مالامد، انتشارات شایان نمودار، ۱۳۸۳[نیازمند منبع]
- ترجمه اورژانس‌های پزشکی در مطب دندانپزشکی (پروفسور استنلی مالامد)، انتشارات شایان نمودار، ۱۳۸۵[نیازمند منبع]